# Fortezza Medicea (Montepulciano)
La Fortezza Medicea è un edificio, in origine, militare eretto nel 1261 a Montepulciano dalla Repubblica di Siena.

La Fortezza Medicea in una vecchia cartolina

## Storia
La fortezza è stata più volte distrutta e ricostruita a causa delle contese su Montepulciano da parte di senesi e fiorentini.
L'ultima ricostruzione è attribuita all'architetto Antonio da Sangallo il Vecchio, per cui l'appellativo di "medicea".

Ha infine subito profonde ristrutturazioni nel 1885 ad opera dell'ingegnere senese Augusto Corbi.

Finito lo scopo militare ha ospitato, prima uno stabilimento bacologico fondato da Francesco Saverio Melissari, poi il liceo classico "Agnolo Poliziano".
Alcuni suoi locali sono utilizzati come spazi espositivi, usati per l'annuale Mostra dell'artigianato. Altri invece ospitano la Kennesaw State University della Georgia (USA), che li utilizza a scopo didattico-formativo.